# Beslutningen
Beslutningen er en fransk film fra 2010, instrueret af Rose Bosch.

## Handling
Året er 1942 og Joseph er på vej til skole med en gul stjerne syet på sin trøje. Han bliver generet af en bager, men får støtte fra en handlende. Jo og hans jødiske venner og deres familier mærker hvordan det er at leve i et Paris, der er besat af tyske tropper. Indtil den frygtelige morgen den 16. juli 1942, da Paris' jøder bliver arresteret og samlet sammen på cykelbanen Vélodrome D'Hiver, 13.000 jøder bliver der plads til, inden de alle sammen bliver sendt videre først til lejren i Beaune-La-Rolande, og senere videre til den tyske dødslejr Auschwitz, som lå i det tyskbesatte Polen.
Filmen følger ægte menneskeskæbner i dette helvede. Såvel ofre som bødler. Alle de portrætterede har levet i virkeligheden. Alle
scenerne beskriver begivenheder, der virkelig fandt sted i den sommer i 1942.

## Medvirkende
- Jean Reno – Dr. David Sheinbaum
- Mélanie Laurent – Annette Monod
- Gad Elmaleh – Schmuel Weismann
- Raphaëlle Agogué – Sura Weismann
- Hugo Leverdez – Joseph 'Jo' Weismann
- Joseph Weismann – Joseph Weismann âgé
- Mathieu Di Concerto – Nono Zygler
- Romain Di Concerto – Nono Zygler
- Oliver Cywie – Simon Zygler
- Sylvie Testud – Bella Zygler
- Anne Brochet – Dina Traube
- Denis Menochet – Corot
- Roland Copé – Marskal Pétain
- Jean-Michel Noirey – Pierre Laval
- Rebecca Marder – Rachel Weismann